# 1995년 10월
| 1995년: 1월 · 2월 · 3월 · 4월 · 5월 · 6월 · 7월 · 8월 · 9월 · 10월 · 11월 · 12월 |

| <            | 1995년 10월 | 1995년 10월 | 1995년 10월 | 1995년 10월 | 1995년 10월 | >          |
| 일           | 월          | 화          | 수          | 목          | 금          | 토         |
| 1 윤8.7 을축 | 2 8 병인    | 3 9 정묘    | 4 10 무진   | 5 11 기사   | 6 12 경오   | 7 13 신미  |
| 8 14 임신    | 9 15 계유   | 10 16 갑술  | 11 17 을해  | 12 18 병자  | 13 19 정축  | 14 20 무인 |
| 15 21 기묘   | 16 22 경진  | 17 23 신사  | 18 24 임오  | 19 25 계미  | 20 26 갑신  | 21 27 을유 |
| 22 28 병술   | 23 29 정해  | 24 9.1 무자 | 25 2 기축   | 26 3 경인   | 27 4 신묘   | 28 5 임진  |
| 29 6 계사    | 30 7 갑오   | 31 8 을미   |             |             |             |            |

| 편집하기 |

## 1995년10월 27일
- 노태우 전 대통령, 연희동 자택에서 비자금 사건과 관련한 대국민 사과문을 발표하다.

## 1995년10월 24일
- 충청남도 부여군에서 두 명의 무장 공비가 발견되어 교전 끝에 한 명을 사살하고 한 명을 생포하다.

## 1995년10월 6일
- 네이처 지에 페가수스자리 51번 별을 도는 행성 발견에 대한 기사가 실리다.

## 1995년10월 4일
- 애니메이션 신세기 에반게리온 시리즈 방영을 개시하다. (~1996년 3월 27일)
- 남자 아이돌 그룹 세븐틴(SEVENTEEN)의 멤버 '정한'이 탄생하다.
- 대한민국의 여강미디어그룹이 만든 종합출판 계열사인 여강디엔피를 설립하였다.

## 1995년10월 2일
- 미국 미식축구 선수 O. J. 심슨 무죄 평결 석방되다.